# Referèndum d'independència a Ossètia del Sud de 2006
Ossètia del Sud, una república amb una independència parcialment reconeguda a la Transcaucàsia, abans l'Óblast Autònoma d'Ossètia del Sud dins de la República Socialista Soviètica de Geòrgia, va celebrar un referèndum d'independència el 12 de novembre de 2006. Els votants van contestar a la pregunta: "deuria Ossètia del Sud mantenir el seu estatus actual d'estat independent de facto?" El 99% dels votants van donar suport a la independència. El referèndum va coincidir amb les eleccions presidencials sud-ossetes, que van ser el mateix dia.
Paral·lelament al referèndum i a les eleccions, el moviment opositor Poble d'Ossètia del Sud per la Pau va organitzar les seves pròpies eleccions en les quals els georgians i alguns habitants ossetes de la regió van votar a favor que Dmitry Sanakoyev fora el President alternatiu d'Ossètia del Sud. Les eleccions alternatives de Sanakoyev van exigir suport total de la població georgiana ètnica.

## Resultats
El 13 de novembre, la Comissió Central d'Eleccions d'Ossètia del Sud va anunciar els resultats del referèndum. El 99% dels votants van donar suport a la independència, i la participació va arribar al 95,2%.

## Reaccions
El govern georgià ha declarat oficialment ambdues eleccions com a il·legals, encara que dona suport a la Unió de Salvació dels Ossetes, l'organització encarregada de celebrar les eleccions alternatives. Kokoity ha acusat Tbilisi de fer un muntatge amb les eleccions alternatives per crear un "govern titella" a Ossètia del Sud.
El bàndol georgià va considerar aquest moviment de les autoritats de facto de Tskhinvali una acció inconstitucional i provocadora, i va advertir que aquesta decisió portaria més tensió a la zona del conflicte Geòrgia-Ossètia. Malgrat això, el 12 de setembre de 2006, el President de la Duma Estatal russa, Boris Gryzlov va donar la benvinguda al planejat referèndum sud-osseta i va anunciar que els parlamentaris russos observarien les votacions. El 13 de setembre de 2006, el Ministre d'Estat georgià per a la Resolució de Conflictes, Merab Antadze, va condemnar el comunicat de Gryzlov, qualificant-lo de "destructiu".
El 13 de setembre de 2006, el Secretari General del Consell d'Europa, (CdE) Terry Davis va parlar sobre el problema, i va dir que 
| « | Les autoritats secessionistes de la regió georgiana d'Ossètia del Sud estan malgastant temps i esforços en l'organització d'un "referèndum d'independència" a novembre... Pense que ningú reconeixerà el resultat d'eixe referèndum. Si la gent que governa Ossètia del Sud estan compromesos de veritat amb l'interès del poble que diuen representar, deurien començar a negociar de veritat amb el govern georgià per trobar una eixida pacífica i internacionalment acceptada. | » |

El Representant Especial de la Unió Europea a la Transcaucàsia, Peter Semneby, també va menysprear el futur referèndum d'Ossètia del Sud i va dir a Moscou, el 13 de setembre, que el referèndum no contribuiria al procés de resolució del conflicte sud-osseta.
Per altra banda, el cap de l'Institut dels països membres de la CEI i membre de la Duma Estatal russa, Konstantin Zatulin, va dir el 2 d'octubre de 2006:
| « | El reconeixement dels autodenominats estats no reconeguts no està lluny. Les repúbliques no reconegudes tenen tots els atributs d'un sistema d'estat i d'un sistema democràtic estable. | » |

El 2 d'octubre de 2006, el President de torn de l'OSCE i ministre d'exteriors belga Karel De Gucht va dir durant la seva visita a Tbilisi: 
| « | Crec que la intenció de les autoritats sud-ossetes de celebrar un referèndum és contraproduent. No serà reconegut per la comunitat internacional i no serà reconegut per la OSCE i impedirà el procés de pau. | » |

L'11 de novembre de 2006, el Secretari General de l'OTAN, Jaap de Hoop Scheffer va dir: 
| « | En nom de l'OTAN, m'uneixo als altres líders internacionals en rebutjar els anomenats 'referèndum' i 'eleccions' celebrades a la regió georgiana d'Ossètia del Sud/Tskhinvali... Aquestes accions no produeixen altra cosa que agreujar les tensions a la regió transcaucàsica. | » |

L'11 de novembre del 2006, Luis Tascón, membre de l'Assemblea Nacional de Veneçuela, va dir en una roda de premsa a Tskhinvali:
| « | Els pobles que desitjen ser lliures seran lliures. I els pobles lliures ajudaran a Ossètia del Sud. | » |

També va insinuar que Veneçuela acabaria reconeixent la independència d'Ossètia del Sud:
| « | Conec bé al president Chávez, i estic segur que prendrà la decisió correcta, ja que ell sempre veu quan un poble tria el seu destí. Malauradament, la meva presència ací no implica que el meu govern reconeixerà la independència d'Ossètia del Sud, però significa l'inici d'un procés de meditar sobre aquest problema. | » |

L'11 de novembre de 2006, Sergei Fyodorov, observador i membre del parlament letó, va dir durant una conferència de premsa a Tskhinvali:
| « | Tots els pobles tenen el dret a l'autodeterminació, i aquest dret no pot ser ignorat. | » |

També es va comprometre a informar als altres membres del parlament de les seves observacions.
El 13 de novembre, els ministres d'exteriors de la Unió Europea i de l'OSCE van reiterar que no reconeixerien el referèndum i el van condemnar com contraproduent.